# Sexdregasamlingen
Sexdregasamlingen är en samling handskrivna notböcker och lösa notblad från Sexdrega socken i Västergötland, daterade till slutet av 1700-talet. Den är en av de mest kända bevarade spelmanssamlingarna från 1700-talet och ger en god bild av dåtidens populära instrumentalmusik.

## Historik

Per Emerik Bäckman donerade notsamlingen år 1928 till Kindgillets kulturhistoriska museum i Göteborg.

Samlingen har sitt ursprung på gården Lalarp i Sexdrega socken, där den kom att förvaras från slutet av 1700-talet. År 1928 donerade dåvarande ägaren, fabrikören Per Emerik Bäckman i Svenljunga, materialet till Kindgillets kulturhistoriska museum i Göteborg. Ett tiotal år senare lånades det in av Musikhistoriska museet (nuvarande Scenkonstmuseet) för avskrift. 
Under perioden 1974–1977 publicerade Kindgillet huvuddelen av Sexdregasamlingen i tre avskriftshäften med inledning skriven av Ulf Kinding.
År 2003 överfördes samlingen till Svenskt visarkiv, och när hela materialet formellt skänktes till visarkivet 2014 skannades det om i färg. Den högupplösta återgivningen gör att färgnyanser och detaljer framträder tydligt, vilket underlättar identifiering av olika handstilar och tidslager. Vid digitaliseringen av Folkmusikkommissionens material och Musikmuseets spelmansböcker blev samlingen tillgänglig på webben, vilket gjorde den än mer lättåtkomlig och nådde en bredare publik.

## Innehåll
Sexdregasamlingen består av två större spelmansböcker, ett mindre nothäfte och flera lösa blad:
1. Ma 12a – Johannes Bryngelssons notbok. Daterad 1774 och skriven av Johannes Bryngelsson, är den största notboken i samlingen med totalt 160 melodier. Den inleds med musiklära för fiol följt av cirka 160 låtar.[2]
2. 'Ma 12b – Anders Larssons notbok, ”En note bok”. En notbok sammanställd av Anders Larsson, med repertoar av både dans- och bröllopsmusik.[3] Den tryckta upplagan innehåller 132 låtar.[4]
3. Del tre:[a]
Notbok Ma 12ba: Mindre nothäfte på cirka 30 sidor med små konsertstycken och marscher, ofta i två stämmor. Bland titlarna återfinns exempelvis Regadon, Afettuoso, Sonett, Harleqvinade och Burlesqe, men de mest frekvent förekommande beteckningarna är Allegro och March.[1][4]
Notbok Ma 12bbL. Sex lösa notblad som sannolikt en gång varit en del av ett större häfte, troligen med minst lika många blad till. Den avslutande sidan innehåller en kvintcirkel. Bland melodierna finns polonäser, ett allegro och en aria, varav flera är skrivna i två stämmor. På ett av bladen återfinns inskriptionen ”prins August Ferdinand den 7:e”.[1]
Notbok Ma 12bb. Främst lösa blad av skilda ursprung. Repertoaren domineras av polonäser, men även menuetter och kontradanser förekommer. Vissa blad verkar ha ingått i ett häfte som bland annat innehåller delar av en text på tyska, daterad december 1720, vilken tycks beröra ett militärt ärende. Andra blad har drag som tyder på ett senare 1700-talsursprung, och på ett av dem står namnet Johannes Bryngelsson tillsammans med årtalet 1783.[1]